# Eminence (yacht)
M/Y Eminence, arbetsnamn: Project Excellence IV, är en av tre superyachter av samma modell (Amaryllis och Titan) som tillverkades av Abeking & Rasmussen i Tyskland. Den levererades 2008 till Herb Chambers, en amerikansk affärsman. Eminence designades både exteriört och interiört av Reymond Langton Design. Superyachten är 78,43 meter lång och har kapacitet att ha 14 passagerare fördelat på sju hytter. Den har också plats för 19 besättningsmän.

## Galleri

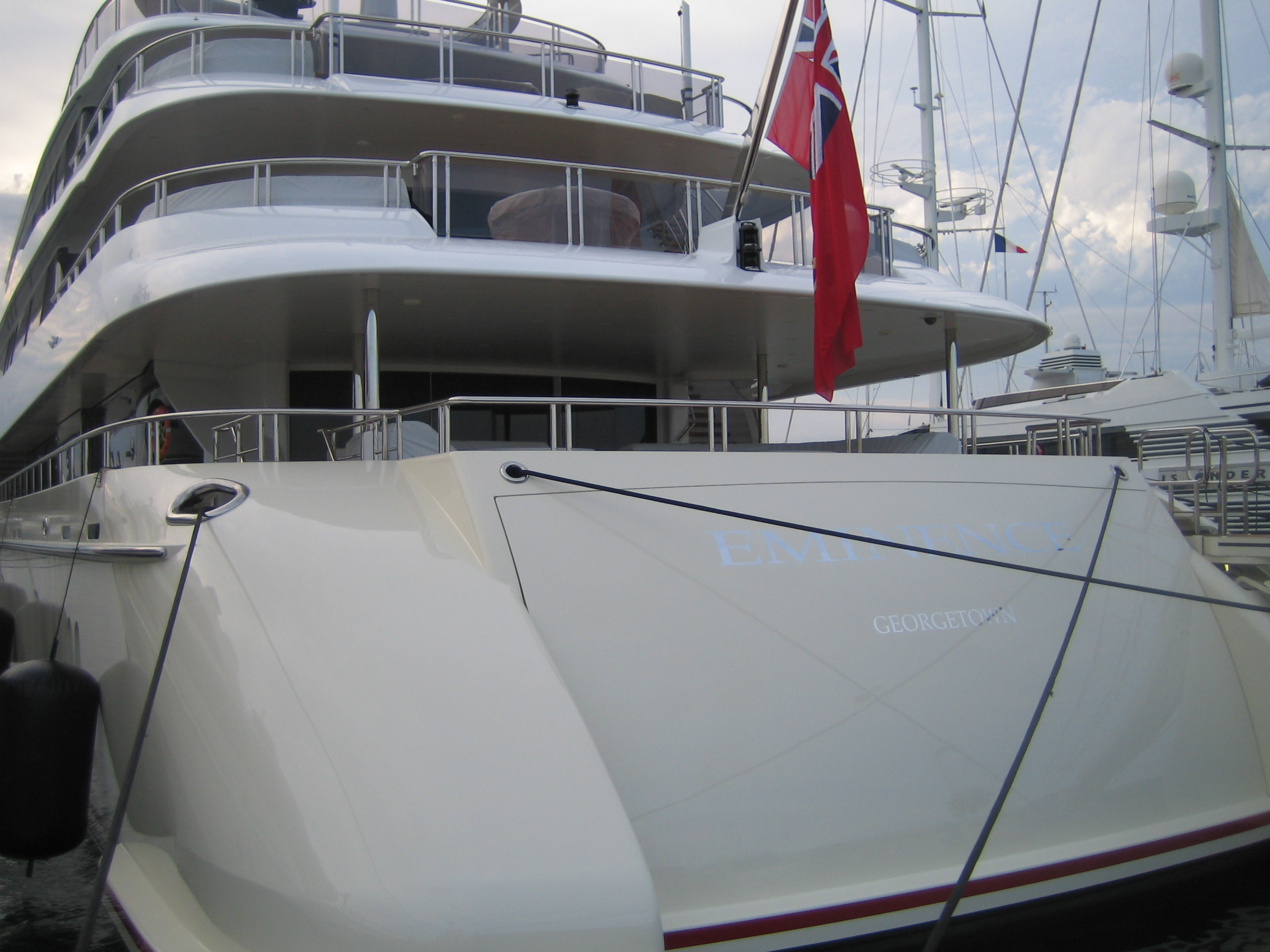
Eminence i Antibes i Frankrike i juli 2008.
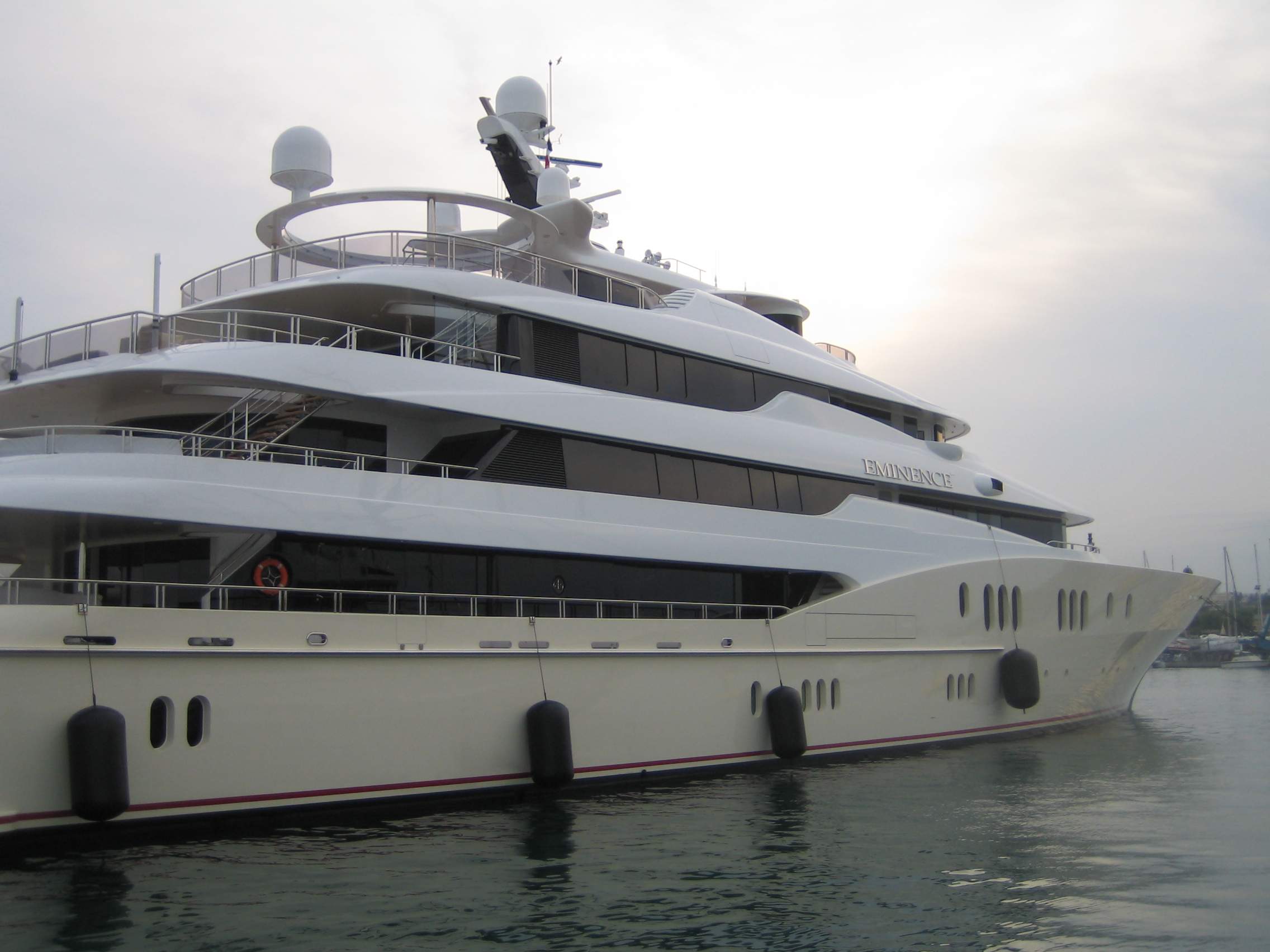
Eminence i Antibes i Frankrike i juli 2008.